# قزحية الصحراء
تعتبر قزحية الصحراء مركبة دفع رباعي متعددة الاستخدامات ومتينة وإستراتيجية مساعدة. طورها مكتب الملك عبد الله للتصميم والتطوير (الآن مكتب التصميم والتطوير الأردني) وشركة رياضة السيارات لتلبية المتطلبات التشغيلية التي حددتها القوات المسلحة الأردنية للحصول على مركبات ذات نظام فعال من حيث التكلفة وخفيفة الوزن وسريعة. نشر سيتم استخدامها لتأمين حدودها الإقليمية. يمكن لـ قزحية الصحراء تركيب مجموعة من الأسلحة الخاصة بها متعددة الأغراض. ويمكن تركيب هذه الوحدة وإزالتها بسهولة وسرعة، مما يتيح إعادة تشكيل المركبة  كما هو مطلوب من قبل القوات البرية.
المتغيرات
- ديستير إيريس تو: يتم تشكيل إيريس مع تركيب "قاذفة ضد الدروع على طول الجانب الخلفي من المدرعة.
- ديسير إيريس إم آر إل إس: تسمح بتثبيت معظم أنظمة قاذفات الصواريخ المحمولة على الجانب الخلفي من المدرعة.
- قزحية الصحراء 12.7 ملم: يتم تركيب مدفع رشاش آلي من عيار 12.7 ملم على صندوق الأسلحة في الجانب الخلفي من المدرعة.
- طائرة بدون طيار: تأتي سلة الأسلحة مع منصة إطلاق طائرة بدون الطيار مثبتة على الجانب الخلفي من المدرعة.[2]

## التسليح
تشتمل المدرعة على حامل سلاح وحلقة تثبيت مباشرة خلف مقاعد السائق/القائد مما يسمح للمركبة بحمل مجموعة متنوعة من الأسلحة بناءً على ملف تعريف المهمة. يتضمن بعضها مدفع رشاش 12.7 ملم أساسيًا يصل إلى قاذفة سحب.

## الدفع
صنعت المدرعة بمكونات سيارات تويوتا ومحرك تويوتا رباعي الأسطوانات سعة 2.8 لتر. يمكن استخدامها كمنصة هجوم سريعة نظرًا لنطاقها التشغيلي القادر على 600 كم على الأسطح المرصوفة و400 كم على الطرق الوعرة. يولد المحرك 100 حصان/ 75 كيلوواط عند 4200 دورة في الدقيقة. إن عظم الترقوة المزدوج المستقل مع نظام التعليق اللولبي فوق ممتص الصدمات في الأمام وأذرع التدريب المستقلة في الخلف يمنحون قزحية الصحراء استقرارًا هائلاً وإمكانية تنقل على الطرق الوعرة. وتتمتع المدرعة بالقدرة على المناورة على المنحدرات التي تبلغ نسبة انحدارها عموديًا 60%، وكذلك أفقيًا بنسبة 40%.